# Atlético Veracruz
El  Club Deportivo Atlético Veracruz es un equipo de fútbol de la ciudad de Veracruz en el estado de Veracruz, que participó en la Liga de Balompié Mexicano en su primera temporada y ahora está en proceso de integrarse en la Segunda División de México, perteneciente a la Federación Mexicana de Fútbol.

## Historia
El club fue fundado en 2013 como afiliado del  C.D. Veracruz. 
En 2016 el equipo desapareció.
En febrero de 2020 formó parte de la primera reunión de representantes de equipos de la LBM, los cuales buscaban un registro para la temporada inaugural. El 1 de abril se anunció a Gustavo Zarrabal como director deportivo de la institución. El equipo nace el 15 de mayo de 2020 como la séptima franquicia fundadora de la nueva Liga de Balompié Mexicano. El 5 de junio se presentó a Lucas Ayala como director técnico del club. El 27 de julio se anunció a Christian Bermúdez como el primer jugador en la historia del equipo.
El debut oficial del club se presentó el 25 de octubre de 2020, el conjunto veracruzano empató con Halcones de Zapopan con un marcador de 3-3, Diego Rafael Jiménez anotó el primer gol en la historia del institución a los 14 segundos del partido, por lo que se convirtió en la anotación más rápida en la historia de la Liga de Balompié Mexicano. En el mes de diciembre finalizó la primera temporada regular de la LBM debido a la salida de varios equipos de la competencia, por lo que los Piratas finalizaron en el séptimo lugar general con doce puntos producto de tres victorias, tres empates y una derrota, lo que le permitió clasificarse a la liguilla que definiría el título. 
Después de finalizar la temporada regular, el Atlético se vio obligado a cambiar de sede, pasando a jugar como local en el Estadio Rafael Murillo Vidal de Córdoba, Veracruz.
El sistema de competencia hizo que el Atlético Veracruz debiera iniciar en la primera ronda eliminatoria, que fue conocida como triangular, en esta etapa el club debió enfrentar al Club Deportivo Jaguares Jalisco, el partido que debía de jugarse en Zapopan, Jalisco no fue disputado debido a que el plantel y la directiva veracruzanos se negaron a jugar debido a que la cancha de juego no cumplía con el reglamento, finalmente, la LBM le otorgó el pase a semifinales al conjunto pirata.
En la ronda de semifinales, el Atlético Veracruz derrotó a los Industriales de Naucalpan por un marcador de 2-0, con lo que consiguió avanzar a la primera final en la historia de la LBM. En la final, los piratas cayeron derrotados por 4-2 en la serie de penales ante los Chapulineros de Oaxaca luego de empatar en el global por marcador de 3-3, los oaxaqueños remontaron el 2-0 conseguido por los veracruzanos la ida y se hicieron con el primer campeonato en la LBM.
El 10 de febrero de 2021 el equipo anunció su renuncia a seguir participando en la Liga de Balompié Mexicano, la directiva del club dio a conocer el inicio del proceso para afiliarse a la FMF con el objetivo de tomar parte en el sistema de competencias principal del fútbol mexicano, para pasar a integrarse en la Liga de Expansión a partir del Apertura 2021 siempre y cuando se finalice el proceso de manera exitosa. Posteriormente, el equipo no fue admitido en la Liga de Expansión, por lo que la directiva inició el proceso para integrarse en la Liga Premier de México, tercer nivel del sistema de competiciones pertenecientes a la FMF.
El equipo no fue admitido en la Liga Premier de México, por el momento el club se encuentra como centro de formación de futbolistas.

## Estadio

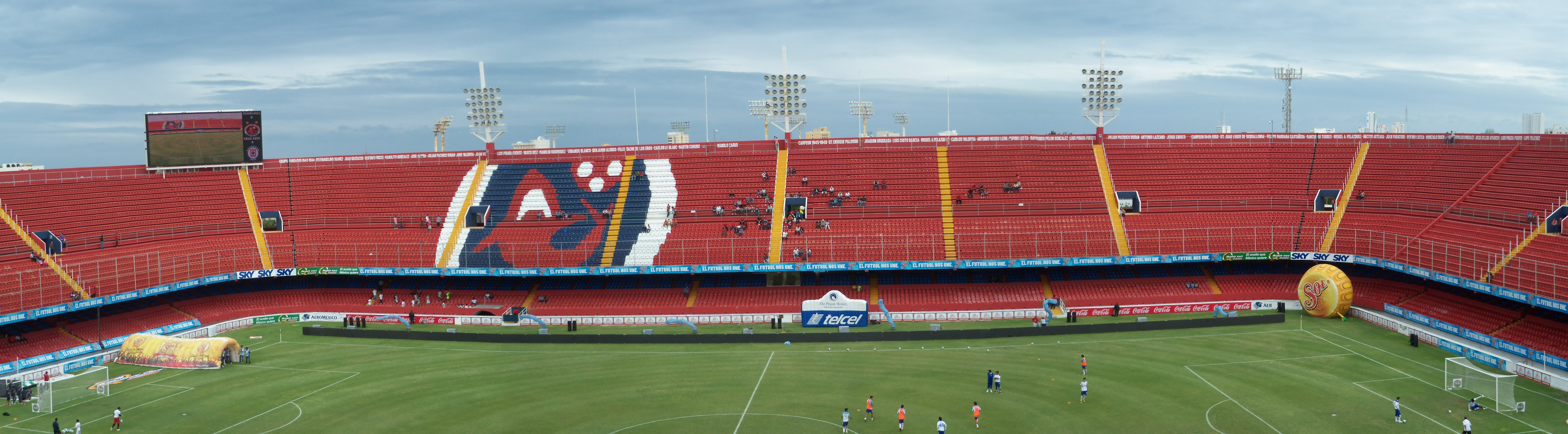
Estadio Luis "Pirata" Fuente.

El 6 de julio se hace oficial que la sede para los partidos de local del equipo sería el Estadio Luis "Pirata" Fuente.
El Estadio Luis "Pirata" Fuente es un estadio para fútbol ubicado en la localidad de Veracruz perteneciente al municipio de Boca del Río, municipio que forma parte de la zona metropolitana de la ciudad y puerto de Veracruz. Dicho inmueble lleva este nombre, como homenaje a uno de los más grandes futbolistas mexicanos de todos los tiempos y originario de Veracruz, Luis de la Fuente y Hoyos.
En noviembre de 2020 el equipo debió abandonar su sede original debido a problemas con la propiedad del "Pirata" Fuente, el cual pasó a ser operado por el Gobierno del Estado en lugar de Fidel Kuri, quien tenía un convenio con el club, por ello, el club trató de negociar su continuidad en este escenario, algo que no pudo conseguir. Por ello, en diciembre se confirmó el traslado del equipo al Estadio Rafael Murillo Vidal, localizado en la Ciudad de Córdoba.
El Estadio Rafael Murillo Vidal es un estadio de fútbol localizado en la ciudad de Córdoba, Veracruz, tiene una capacidad para albergar a 3,800 espectadores y fue construido en la década de 1970, es sede de los equipos Atlético Veracruz de la Liga de Balompié Mexicano y Colegio Once México Córdoba de la Tercera División de México.

## Indumentaria
El 23 de julio de 2020 se presentó el uniforme de gala del equipo, el cual consistía de una playera color plata con detalles en naranja y short negro. El 16 de agosto se dio a conocer la equipación de local, la cual consiste en una camiseta a rayas verticales naranjas y blancas con detalles en azul, con el pantalón y las medias azules. El 24 de septiembre se reveló el uniforme visitante del club, el cual consta de una camiseta blanca con detalles en azul, mientras que el pantalón es blanco y las medias son del mismo color.

## Palmarés

### Torneos oficiales
| Competición nacional            | Títulos | Subcampeonatos |
| ------------------------------- | ------- | -------------- |
| Liga de Balompié Mexicano (0/1) |         | 2020-21        |